# 吉茲亞
吉茲亞（羅馬化：jizya）是一種曾經在伊斯蘭國家向非穆斯林人民（齊米）實施的人頭稅，徵稅對象，通常是有體力當兵及有財力繳稅的成年男子，不包括奴隸。
《古蘭經》第9章29節說：「當抵抗不信真主和末日，不遵真主及其使者的戒律，不奉真教的人，即曾受天經的人，你們要與他們戰鬥，直到他們依照自己的能力，規規矩矩地交納丁稅。」
穆斯林統治者容許繳納了吉茲亞稅的非穆斯林居民繼續信仰其原有宗教，而非穆斯林也不需服兵役及不需繳交適用於穆斯林居民的天課。

## 歷史
吉茲亞稅的起源歷史是相當複雜的，原因包括：
- 在古代歷史文獻中，「吉茲亞」一詞的含義不盡相同，中世紀史家往往根據自己身處的時代對該詞的定義來詮解。
- 阿拉伯征服者的徵稅制度並非一成不變，有時會因應時勢而變更。

### 印度
在印度，伊斯蘭統治者從11世紀開始徵收吉茲亞稅。阿克巴廢除此稅，但奧朗則布於1679年恢復向佔人口大多數的印度教徒徵收此稅。稅額按照被徵稅者的財產多寡而定，公務員、失明者、癱瘓者及貧民獲豁免。有些歷史學家認為徵收此稅是為了迫使印度教徒改信伊斯蘭教。

## 現代
1997年，埃及穆斯林兄弟會領導人穆斯塔法·馬什胡爾提議重新向非穆斯林徵收吉茲亞稅，引起埃及科普特基督徒群起反對，提議後來被撤回。
21世紀興起的伊斯蘭國在其佔領區向非穆斯林徵收吉茲亞稅，並威脅處死不改信伊斯蘭教又不繳交該稅的非穆斯林。依2014年初的規定，富有的成年男性每年需要繳交4個金第納爾的吉茲亞稅（4個第納爾的黃金略多於半盎司），中等收入者減半，窮人又再減半。2015年有人以伊斯蘭國的名義在瑞典多個城市向非穆斯林發出警告，要求他們改信伊斯蘭教或繳交吉茲亞稅，否則就要死。
參與敘利亞內戰的另一主要恐怖組織努斯拉陣線也有意圖將來在敘利亞建立伊斯蘭國家後，向基督徒徵收吉茲亞稅。
2014年英國政府對國內在囚極端穆斯林的潛在威脅展開調查後，發現有極端穆斯林囚犯在監獄內使用欺凌手段，強迫非穆斯林囚犯向他們繳交吉茲亞稅作為保護費或改信伊斯蘭教。

## 外部連結
- Jizya （页面存档备份，存于） – Encyclopædia Britannica